# Týnec (starý zámek)
Starý týnecký zámek stojí v těsné blízkosti areálu nového zámku v obci Týnec, v okrese Klatovy. Pravděpodobně obsahuje pozůstatky bývalých týneckých tvrzí, v pozdější době prošel přestavbou na úřednický dům zv. Amthaus. Od roku 2004 je chráněn jako kulturní památka České republiky.

## Historie
Předchůdcem starého zámku byla patrně dvojice týneckých tvrzí. Ačkoliv ani jedna z nich nebyla dosud spolehlivě lokalizována (což je patrně i hlavní důvod, proč žádná z tvrzí nebyla zařazena do Encyklopedie českých tvrzí), podařilo se na základě archeologického výzkumu, který na Amthausu probíhá od roku 2003, starý zámek ztotožnit s druhou, renesanční, tvrzí.
Prvním panským sídlem v Týnci byla gotická tvrz vystavěná snad již ve 14. století pány z Týnce. V 15. století došlo k připojení Týnce ke hradu Klenová a v této době došlo k jeho zpustnutí, neboť byl za husitských či poděbradských válek patrně vypálen. V roce 1555 pustou ves Týnec spolu s pustou tvrzí a rovněž pustým dvorem, spolu se vsí Vacovy, odkupuje Bořivoj Rochec z Otova. Za jeho vlastnictví došlo k obnově Týnce a rozšíření týneckého zboží. Ten si také vybudoval nové sídlo, ale vzhledem k nejisté lokaci prvního sídla nevíme, zde došlo k obnově první tvrze, nebo byla vystavěna tvrz nová.
V držení Bořivoje Rochce zůstala renesanční tvrz a ves minimálně do roku 1581, v roce 1584 je (spolu s novou vsí Nevděk a dalšími vesnicemi) jeho dědicové prodali Janu Vidršpergárovi z Vidršpergu. Jeho dceru si v roce 1624 vzal Vilém Albrecht Krakovský z Kolovrat, čímž tvrz přechází do jeho majetku a stává se centrem nově se rodícího týneckého panství. Ve druhé polovině 17. století prošla barokní úpravou, po níž je objekt označován jako zámek. Po Vilémově smrti v roce 1688 zdědil veškerý jeho majetek syn Maxmilián Norbert, čímž se zařadil mezi nejbohatší muže království. Jako sídlo sloužil zámeček Kolovratům až do počátku 18. století, kdy došlo k výstavbě nového zámku. V roce 1721 zdědil panství Maxmiliánův syn Jan Josef Hyacint Krakovský z Kolovrat, jenž do té doby sídlil na tvrzi v Běšinech.

### Archeologický průzkum (od 2003)
Další informace k historii starého zámku v Týnci přinesl archeologický průzkum čestného dvora nového zámku, který probíhá od roku 2003. Při tomto průzkumu se podařilo objevit při východní straně stavby dřevěné vodovodní potrubí, čímž se podařilo (dendrochronologickým datováním) zařadit barokní přestavbu zámku do let 1683 a 1684, kdy patřil Vilému Albrechtu Krakovskému. Vzhledem k tomu, že si stavba nového zámku vyžádala rozsáhlé přípravy, včetně srovnání okolního terénu, dá se předpokládat, že v době realizace výstavby potrubí již musel být nový zámek vyprojektován a zaměřen do terénu. Období přípravy výstavby nového zámku bývá kladeno na posledních 15–20 let 17. století. Vzhledem k tomu, že hrubá stavby nové zámku byla hotova nejpozději v roce 1710 za Maxmiliána Norberta Krakovského, je možné, že už v době realizace vodovodu bylo počítáno s možností napojení nového zámku. Pozdější průzkumy vodovodního potrubí v čestném dvoře však nedávají jasné důkazy o době příprav stavby; nedá se totiž spolehlivě určit, že potrubí v čestném dvoře nového zámku pochází ze stejné doby jako potrubí u starého zámku. Nově pak bývají přípravné práce řazeny až do přelomu 17. a 18. století.
Vlastní stavebně historický průzkum starého zámku probíhal v letech 2005–2007. Během tohoto průzkumu se v jádře stavby podařilo identifikovat torzo rezidenčního objektu, patrně renesanční tvrze. Tím se stal objekt pro historiky velice cenný, neboť nebývá obvyklé, aby se podařilo uvnitř dosud stojící stavby objevit ztracené šlechtického sídlo, jehož existence byla známa jen z archivních materiálů.